# Dialectica hedemanni
Dialectica hedemanni är en fjärilsart som först beskrevs av Hans Rebel 1896.  Dialectica hedemanni ingår i släktet Dialectica och familjen styltmalar.
Artens utbredningsområde är:
- Portugal.
- Spanien.

Inga underarter finns listade i Catalogue of Life.